# Slaget vid Poitiers (1356)
Slaget vid Poitiers utkämpades 19 september 1356 under Hundraårskriget mellan Frankrike och England. Resultatet blev ett katastrofalt nederlag för den franske kungen Johan II.

## Historia
Engelska trupper under Edvard III:s äldste son Edvard, Den svarte prinsen, företog ett plundringståg i centrala Frankrike och mot denne mobiliserade Frankrikes kung Johan den gode 11 000 man och marscherade ut för att möta honom. Prinsen hade ingen önskan om att bjuda på batalj eftersom han hade med sig rikligt byte från plundringarna och ville komma tillbaka till Bordeaux så fort som möjligt, men han blev utmanövrerad av fransmännen. I närheten av Poitiers intog den 6 000 man starka engelska armén en fördelaktig ställning i en av häckar och busksnår omgiven vingård som ytterligare befästes med gravar och palissader.
Johan den gode lät merparten av sina riddare sitta av, eftersom han hade lärt sig av misstaget från Slaget vid Crécy där de engelska bågskyttarna lätt mejat ner det franska ryttaranfallet. En mindre riddarstyrka inledde dock striden i förtid den 19 september, och Johan gav allmän marschorder. De franska trupperna var ordnade på tre stora divisioner, och var och en av dem tog hårt stryk av de engelska pilarna. Första linjen leddes av kronprins Karl och den gick tappert till anfall, bröt sig in i det engelska försvaret och gjorde avsevärd skada, men drogs tillbaka eftersom kungen inte önskade att kronprinsen skulle falla i engelsk fångenskap. Andra linjen leddes av hertigen av Orléans, kungens egen bror, och när hertigen såg att kronprinsens trupper lämnade slagfältet, retirerade även han med alla sina trupper. Det var ett misstag som kostade fransmännen segern.
Kvar på fältet stod Johan den gode med sin tredje linje och trots att han bjöd på tappert motstånd, spräckte engelsmännen försvaret bland annat genom att gå runt kungens flanker med rytteri och falla fransmännen i ryggen. Kungen själv kämpade in i det sista med sina närmaste män, men saken var förlorad, och han kapitulerade för en engelsk/fransk adelsman och togs tillfånga.
På grund av att Den svarte prinsens här var för svag för att han skulle kunna dra någon vidare fördel av sin lysande seger drog han sig tillbaka till Bordeaux med rikt byte. Johan II som togs till fånga avkrävdes en ofantlig lösesumma för sin frihet samt ingå den för Frankrike så förödmjukande freden i Bretigny 1360. Kungen lyckades aldrig samla in lösen, och satt resten av sitt liv i hedersam fångenskap i England. 
Detta var det andra stora slaget under hundraårskriget där långbågen triumferade över armborstskyttar och riddare i tunga rustningar. Det första slaget stod vid Crécy 1346, det tredje vid Azincourt 1415.